# Pere Solé i Junoy
Pere Solé i Junoy   (Barcelona, 7 de maig de 1905 - Barcelona, 25 de febrer de 1982) fou un futbolista i entrenador de futbol català. Va ser internacional amb la selecció catalana i amb la selecció espanyola.

## Trajectòria esportiva
Pere Solé va néixer al barri barceloní de La Sagrera l'any 1905. Fou jugador de l'Avenç de l'Sport (1922-1925) i del seu successor UE Sant Andreu (1925-1926).
Fou un dels futbolistes més destacats del RCD Espanyol de les dècades dels vint i trenta, club fou tres cops campió de Catalunya i un cop d'Espanya. Debutà amb el club a la lliga espanyola en el partit Athletic Club 9 - Espanyol 0, disputat el 17 de febrer de 1929 a Bilbao.
Acabà la seva trajectòria esportiva al Girona FC, Reial Múrcia CF i a l'CE Alcoià. Fou internacional amb la selecció espanyola amb la qual disputà la Copa del Món de Futbol de 1934 a Itàlia. Debutà amb la selecció espanyola en el partit Espanya 5 - Portugal 0, disputat el 17 de març de 1929 a Sevilla. També jugà amb la selecció catalana.
Fou entrenador de l'Espanyol la temporada 1942-1943, formant tàndem al costat de Ricard Zamora. També dirigí el Reial Betis la temporada 1944-1945 i el CE Europa la 1955-57.

## Palmarès
- Campionat de Catalunya de futbol: (3)
  - 1928-29, 1932-33, 1936-37
- Copa espanyola de futbol: (1)
  - 1928-29